# Kenny de Schepper
Kenny de Schepper, né le 29 mai 1987 à Bordeaux, est un joueur de tennis français, professionnel depuis 2010. Son principal fait d'armes a été d'accéder aux huitièmes de finale du tournoi de Wimbledon en 2013.

## Biographie
Kenny de Schepper, fils d'Éric de Schepper et Lydia, est né à Bordeaux. Son père est belge et était joueur de squash professionnel. Son frère cadet Joffrey a été joueur de tennis professionnel dans les années 2010.

## Carrière
Kenny de Schepper devient professionnel en 2010. Il gagne son premier tournoi ATP Challenger en 2011 à Pozoblanco contre Iván Navarro (2-6, 7-5, 6-3). Sur son parcours, il bat son premier joueur du top 50, le 49e mondial Adrian Mannarino. La même année, il intègre le tableau principal du tournoi de Wimbledon après être sorti des qualifications. Il perd ensuite au premier tour contre Olivier Rochus (7-6, 6-3, 3-6, 1-6, 4-6).
En 2012, il participe à nouveau au tournoi de Wimbledon en étant issu des qualifications. Au premier tour, il bat Matthias Bachinger (6-4, 6-2, 6-2). Au second tour, il perd contre David Ferrer no 5 mondial en trois sets (7-61, 6-2, 6-4). Le 7 octobre 2012, il gagne le tournoi ATP Challenger de Mons, l'Ethias Trophy, au détriment du Français Michaël Llodra en trois manches (7-6, 4-6, 7-6). La semaine suivante, il remporte l'Open de Rennes face à Illya Marchenko (7-64, 6-2).
En 2013, il atteint les huitièmes de finale à Casablanca, ainsi qu'au Queen's de Londres. À Wimbledon, il obtient sa meilleure performance dans un tournoi du Grand Chelem avec un huitième de finale. Il bat successivement Paolo Lorenzi (7-66, 6-4, 6-2), puis profite du forfait de Marin Čilić pour se défaire au troisième tour de Juan Mónaco, 20e mondial, en trois sets (6-4, 7-68, 6-4). Il perd cependant en huitième de finale contre Fernando Verdasco (4-6, 4-6, 4-6). En octobre, il est quart de finaliste à Stockholm où il écarte Kevin Anderson alors 20e mondial.
En 2014, il gagne le Challenger La Manche et perd en finale de l'Orange Open Guadeloupe. Lors du Queen's, il bat le Letton Ernests Gulbis no 10 mondial.
Deux ans plus tard, il remporte le Challenger de Côme, en Italie, en battant en finale Marco Cecchinato. En 2017, il est quart de finaliste des tournois ATP de Montpellier et Metz.

## Palmarès
Kenny de Schepper a remporté cinq tournois Challenger à Pozoblanco en 2011, Mons et Rennes en 2012, Cherbourg en 2014 et Côme en 2016. Il est aussi finaliste à Quimper et Recanati en 2011, Saint-Brieuc et Rennes en 2012, en Guadeloupe en 2014 et à Coblence en 2018. Dans les tournois Futures, il s'est imposé à Glasgow en 2011, Lille en 2012 et Toulouse en 2022.

## Parcours dans les tournois duGrand Chelem

### En simple
| Année | Open d'Australie | Open d'Australie | Internationaux de France | Internationaux de France | Wimbledon       | Wimbledon       | US Open         | US Open        |
| ----- | ---------------- | ---------------- | ------------------------ | ------------------------ | --------------- | --------------- | --------------- | -------------- |
| 2011  | —                | —                | —                        | —                        | 1er tour (1/64) | Olivier Rochus  | —               | —              |
| 2012  | 1er tour (1/64)  | Sam Querrey      | —                        | —                        | 2e tour (1/32)  | David Ferrer    | —               | —              |
| 2013  | —                | —                | 1er tour (1/64)          | Robin Haase              | 1/8 de finale   | F. Verdasco     | 1er tour (1/64) | Bradley Klahn  |
| 2014  | 2e tour (1/32)   | Tomáš Berdych    | 2e tour (1/32)           | Tommy Robredo            | 1er tour (1/64) | Kei Nishikori   | 1er tour (1/64) | Ernests Gulbis |
| 2015  | 1er tour (1/64)  | Lukáš Rosol      | —                        | —                        | 2e tour (1/32)  | Richard Gasquet | —               | —              |
| 2016  | —                | —                | 1er tour (1/64)          | Facundo Bagnis           | —               | —               | —               | —              |

N.B. : à droite du résultat se trouve le nom de l'ultime adversaire.

### En double
| Année | Open d'Australie | Open d'Australie | Internationaux de France    | Internationaux de France          | Wimbledon | Wimbledon | US Open                    | US Open             |
| ----- | ---------------- | ---------------- | --------------------------- | --------------------------------- | --------- | --------- | -------------------------- | ------------------- |
| 2011  | —                | —                | 2e tour (1/16) A. Olivetti  | R. Lindstedt Horia Tecău          | —         | —         | —                          | —                   |
| 2012  | —                | —                | 1er tour (1/32) A. Clément  | P. Hanley J. Kerr                 | —         | —         | —                          | —                   |
| 2013  | —                | —                | —                           | —                                 | —         | —         | 1er tour (1/32) V. Hănescu | D. Brands P. Oswald |
| 2015  | —                | —                | 1er tour (1/32) B. Paire    | G. García-López É. Roger-Vasselin | —         | —         | —                          | —                   |
| 2016  | —                | —                | 1er tour (1/32) M. Teixeira | David Guez V. Millot              | —         | —         | —                          | —                   |
| 2017  | —                | —                | 1er tour (1/32) V. Millot   | R. Klaasen Rajeev Ram             | —         | —         | —                          | —                   |

N.B. : le nom du partenaire se trouve sous le résultat ; le nom des ultimes adversaires se trouve à droite.

## Parcours dans lesMasters 1000
| Année | Indian Wells | Miami                | Monte-Carlo | Madrid | Rome | Canada | Cincinnati | Shanghai | Paris              |
| ----- | ------------ | -------------------- | ----------- | ------ | ---- | ------ | ---------- | -------- | ------------------ |
| 2014  | —            | 1er tour Lukáš Lacko | —           | —      | —    | —      | —          | —        | 1er tour J. Chardy |

N.B. : sous le résultat se trouve le nom de l’ultime adversaire.

## Classements ATP en fin de saison
| Année          | 2007 | 2008 | 2009 | 2010 | 2011 | 2012 | 2013 | 2014 | 2015 | 2016 | 2017 | 2018 | 2019 | 2020 | 2021 | 2022 | 2023 | 2024 |
| Rang en simple | 1461 | 1353 | 726  | 470  | 139  | 121  | 83   | 106  | 149  | 162  | 159  | 208  | 695  | 664  | 499  | 352  | 474  | 633  |
| Rang en double | –    | 1456 | 1273 | 624  | 167  | 670  | –    | 826  | 380  | 593  | 724  | 504  | 1124 | –    | 780  | 1700 | 774  | 910  |

Source : (en) Classements de Kenny de Schepper sur le site officiel de la Fédération internationale de tennis